# Maria Antónia de Almeida Santos
Maria Antónia Moreno Areias de Almeida Santos (14 de fevereiro de 1962) é uma jurista, deputada e política portuguesa. Ela é deputada à Assembleia da República na XIV legislatura pelo Partido Socialista. Tem uma licenciatura em Direito.
É filha do ministro e presidente da Assembleia da República António de Almeida Santos.